# Bas Diederen
Bas Diederen (Sittard, 1980) es un deportista neerlandés que compitió en triatlón. Ganó una medalla de bronce en el Campeonato Europeo de Ironman de 2013.

## Palmarés internacional
| Campeonato Europeo | Campeonato Europeo   | Campeonato Europeo | Campeonato Europeo |
| Año                | Lugar                | Medalla            | Prueba             |
| ------------------ | -------------------- | ------------------ | ------------------ |
| 2013               | Fráncfort (Alemania) | Medalla de bronce  | Individual         |